# Еврорегион «Буг»
Еврорегион «Буг» — еврорегион, состоящий из пограничных территорий Белоруссии, Польши и Украины.

## История
Образован 29 сентября 1995 года, когда губернаторы бывших польских воеводств (которые позже были упразднены в ходе административной реформы 1999 года) Люблинского (Эдвард Хунк), Хелмского (Мариан Чихош), Тарнобжегского (Павел Ставовы), Замойского (Станислав Рапа) и украинской Волынской области (Борис Клымчук) встретились в Луцке, чтобы создать ассоциацию.
В мае 1998 года Белоруссия присоединилась к этому еврорегиону, и, соответственно, были добавлены новые территории: польское Бялоподляское воеводство и белорусская Брестская область. Среди подписавших договор были губернаторы К. Михальски (Люблинское воеводство), Л. Бураковски (Хелмское воеводство), М. Чарнэцки (Бяльскоподляское воеводство), М. Гжелячык (Замойское воеводство), В. Стащяк (Тарнобжегское воеводство), В. Заломай (Брестская область), В. Клымчук (Волынская область) и главы местных советов Л. Лемыешевски (Брестская область) и В. Дмытрук (Волынская область). После польской реформы 1999 года количество членов еврорегиона уменьшилось, составив всего лишь 3: Брестская область, Волынская область и Люблинское воеводство.
12 мая 2000 украинские районы Львовской области, граничащие с Польшей — Сокальский и Жовковский — были допущены в качестве членов еврорегиона.

## География
Площадь: около 80 тысяч км², население: более 5 миллионов человек. Административные центры: Брест, Люблин и Луцк (которые также являются крупнейшими городами).